# Bernhard Friedrich Rudolph Kuhn
Bernhard Friedrich Rudolph Kuhn  (1775–1840) war von 1814 bis 1820 Oberbürgermeister von Weimar.  Kuhn wurde 1798 Amts- und 1803 Hofadvokat in Weimar. Im Jahre 1810 wurde er erster Stadtgerichtsaktuar.
Kuhn wurde 1817 zum landständischen Syndikus von Weimar in den Landtag gewählt. Nach der Wahl wurde er in das Amt nicht wiedergewählt, sondern dem Großherzog Carl August diese Wahl angezeigt, und Kuhn wurde durch den Großherzog verpflichtet. Zum Oberbürgermeister wurde 1814 Kuhn „Primo Loco“ gewählt.
In seine Amtszeit fiel vermutlich die Einweihung des neuen Friedhofs in Weimar, des heutigen Historischen Friedhofs, die er mit Friedrich Justin Bertuch und dem Oberkonsistorialrat Wilhelm Christoph Günther und weiteren Honoratioren besorgt hatte. Kuhn war späterer Vormund von Friedrich Schillers Kindern.